# Bonifác VI.
Bonifác VI. (* - ? Řím – 19. dubna 896 Řím) byl papežem od 4. dubna 896 až do své smrti.

## Život
Papežem byl pouze 16 dní, což byl druhý nejkratší pontifikát v historii.